# 대구세천초등학교
대구세천초등학교 (大邱世川初等學校)는 대한민국 대구광역시 달성군 다사읍에 있는 공립 초등학교이다.

## 연혁
- 2014-02-20 학교설계 시작
- 2014-08-26 교명 선정(지명 반영)
- 2015-02-10 학교시설 공사 착공(43학급)
- 2015-11-05 개교준비 겸임교원 발령 7명(교장,교감,교사)
- 2015-11-30 통학구역 설정
- 2015-12-01 행정실장 발령
- 2016-03-01 황안섭 초대 교장 부임
- 2016-03-01 16학급 개교(입학생 190명)
- 2016-03-04 급식 시식회 개최
- 2016-03-07 입학식(1학년 신입생 64명)